# Cisarthron
Cisarthron là một chi bọ cánh cứng trong họ Ciidae.

## Loài
- Cisarthron laevicolle Reitter, 1885